# Comuna Deleni, Constanța
Deleni este o comună în județul Constanța, Dobrogea, România, formată din satele Deleni (reședința), Petroșani, Pietreni și Șipotele.
Teritoriul comunei include și fostele sate Poenița (în trecut Borungea, în turcă Borunca), desființat prin decret prezidențial în 1977 și Furca (în trecut Becter).

## Demografie
Componența etnică a comunei Deleni
     Români (90,55%)
     Alte etnii (0,63%)
     Necunoscută (8,82%)
Componența confesională a comunei Deleni
     Ortodocși (88,62%)
     Musulmani (1,93%)
     Alte religii (0,22%)
     Necunoscută (9,22%)
Conform recensământului efectuat în 2021, populația comunei Deleni se ridică la 2.223 de locuitori, în scădere față de recensământul anterior din 2011, când fuseseră înregistrați 2.388 de locuitori. Majoritatea locuitorilor sunt români (90,55%), iar pentru 8,82% nu se cunoaște apartenența etnică. Din punct de vedere confesional, majoritatea locuitorilor sunt ortodocși (88,62%), cu o minoritate de musulmani (1,93%), iar pentru 9,22% nu se cunoaște apartenența confesională.

## Politică și administrație
Comuna Deleni este administrată de un primar și un consiliu local compus din 11 consilieri. Primarul, Marian Dan[*], de la Partidul Social Democrat, este în funcție din 2008. Începând cu alegerile locale din 2024, consiliul local are următoarea componență pe partide politice:
|  | Partid                          | Consilieri | Componența Consiliului | Componența Consiliului | Componența Consiliului | Componența Consiliului | Componența Consiliului | Componența Consiliului | Componența Consiliului |
|  | ------------------------------- | ---------- | ---------------------- | ---------------------- | ---------------------- | ---------------------- | ---------------------- | ---------------------- | ---------------------- |
|  | Partidul Social Democrat        | 7          |                        |                        |                        |                        |                        |                        |                        |
|  | Alianța pentru Unirea Românilor | 3          |                        |                        |                        |                        |                        |                        |                        |
|  | Partidul Național Liberal       | 1          |                        |                        |                        |                        |                        |                        |                        |